# Doryporella spathulifera
Doryporella spathulifera is een mosdiertjessoort uit de familie van de Doryporellidae. De wetenschappelijke naam van de soort is voor het eerst geldig gepubliceerd in 1868 door Smitt.